# Кина Гранис
Кина Касуја Гранис (Мишон Вијехо, 4. август 1985) америчка је кантауторка, гитаристкиња и јутјуберка. Победница је такмичења  Doritos Crash the Super Bowl одржаног 2008. године, након чека је остварила контакт са издавачком кућом Interscope Records, а њена музика пуштала се током реклама Супербоула 3. фебруара 2008. године.
Године 2010. објавила је албум под називом  Stairwells и музички спот за песму  Stairwells, што ју је довело до наступа у шоуовима Елен Деџенерес и Џими Кимела. Гранис се придружула платформи за финансирање Патерон, 2014. године, непосредно пре објављивања албума Elements. Како би подржала нови албум, имала је турнеју по Идонезији у трајању од сто дана. Дугогодишња сарадња са Вонг Фу продукцијом кулминирала је главном улогом у романтичо-хумористичкој Јутјуб серији Сингл са 30. Године 2018. Гранис је објавила In the Waiting, први албум са етикете који је подржала њена слушатељка, мало пре него што је имала улогу у филму Луди богати азијати. Након тога имала је турнеју.

## Биографија
Кина Гранис рођена је у Мишон Вијеху у Калифорнији, 4. августа 1985. године. Похађала је Виељо основну школу, средњу школу Њухарт, а од 1999. до 2003. године Капистрано Валеј средњу школу. Године 2003. уписала је Универзитет Јужне Калифорније у Лос Анђелесу, а две године касније сл ужбеници Универзитетске музичке школе Торнтон затражили су од ње да направи албум на њихову продукцију. Тај албум, под називом 'Sincerely, Me. објављен је 2003. године. Године 2007. године дипломирала је на друштвеним наукама на смеру психологија. Док је похађала универзитет, примљена је у академско друштво Фи Бета Капа.
Гранис има две сестре, Мишу и Еми, а обе су повремено представљане у њеним блоговима, а пратиле су је на концертима и турнејама. Њен отац Гордон је киропрактичар, а мајка Триш графички дизајнер.
Дана 31. августа 2013. године Гранис се венчала са Џесом Епстејном, а одржали су малу церемонију у Лос Анђелесу, након једанаест година забављања. Упознали су се док су похађали средњу школу, 2002. године, Џес је био разред поред Кине. Гранис је користила снимке са венчања за стварање музичког спота који је објавила за песму My Dear.
Дана 14. септембра 2015. године, Кина и њен бенд кренули су из Лос Анђелеса у Џакарту у Индонезији. То је био њен први концерт у југоисточној Азија. Због компликација са радном визом, задржана је 100 дана у земљи. Током тог времена речено јој је да не говори о својим доживљајима и да не ствара било какве снимке. Док је сваког дана чекала да изађе из земље, напсала је две песме под називом California и For Now.
Гранис даје подршку истраживању карцинома, а наступала је неколико пута у знак подршке за тај подухват у Јужној Калифорнији. Крајем 2007. године снимила је песме за албум To Fight Measles који се продавао у хуманитарне сврхе. У октобру 2008. године учествовала је у Најк женском маратону у Сан Франциску како би подржала Друштво оболелих од леукемије у част своје мајке и прикупила 6.000 америчких долара за ту организацију. Године 2009. филантропска организација Sister to Sisters означила је као званичну песму Message from Your Heart, коју изводи Гранис. Године 2011. допринела је песмом Message From Your Heart  албуму који је објављен у хуманитарне сврхе, како би се помогло људима након земљотреса и цунамија у Тохоку 2011. године. Године 2012. Кина је покренула добротворни пројекат под називом Run Team Kina, посвећен промоцији личног здравља и прикупљању новца за Друштво оболелих од леукемије. Године 2012. пројекат је прикупио 71.866 америчких долара.

## Каријера
Године 2006. Гранис је снимила и самостално објавила још два албума, One More in the Attic и In Memory of the Singing Bridge. Почетком 2007. године снимила је песму Ours to Keep који су написали Рејчел Лаувренс и Дебора Елен. Ова песма је редовно пуштана у Општој болници, америчкој дневној сапуници, као и у серији Самурај девојка у септембру 2008. године. Дана 14. новембра 2007. године Кина је отворила Јутјуб налог и започела објављивање видео снимака својих песама на мрежи. Њен први видео под називом Message from Your Heart пријављен је на такмичење Суперобула 2008. године, а њен напредак у такмичењу праћен је у Оранж кантри регистру и новинама The Wall Street Journal. Након победе у такмичењу потписала је уговор са издавачком кућом Interscope records. Њени Јутјуб снимци до тада остварили су више од 99 милиона прегледа и подстакли је да постане једна од најпопуларниих личности на Јутјубу. Гранис је планирала да ради са издавачком кућом Interscope records на стварању новог албума, али је у јануару 2009. године прекинула сарадњу са њима како би постала независни уметник.
Дана 24. фебруара 2008. године Гранис је отпелава државну химну Сједињеним Држава за трку Ауто клуб 500 NASCAR у граду Фонтана, Калифорнија. У јуну 2009. године њене песме Never Never и People коришћене су у епизодама МТВ ријалити серије Живот за време колеџа. Дана 13, јануара 2010. године Гранис је у била водећа лично шоуа у клубу Трубадур у  Лос Анђелесу.
Гранис је 23. фебруара 2010. године објавила албум Stairwells на којем су се нашле многе оригиналне песме које су се пре тога појавила на Јутјубу, као и три необјављене песме : World in Front of Me, In Your Arms и Mr. Sun. Албум је дебитовао на сто тридесет и деветом месту листе Билборд 500 и на петом месту листе Билбордових топ албума Интернета, на другом месту листе Билборд Хитсикерс, као и на осамнаестом месту листе Билбордових независних албума. Дана 13. марта 2010. године њен сингл Valentine пуштан је на ББС радију 2, популарној станици у Уједињеном Краљевству. Спот за песму режирао је Рос Чинг и он је прегледан више 20 милиона пута на сајту Јутјуб.
Гранис је пролећну турнеју започела у Сан Франциску 24. маја 2010. године, а завршила је крајем јуна у Канади. Њена јесења турнеја започела је 17. септмембра 2010. године а завршила се у новембру исте године. Дана 10. јула 2010. свирала је у Сент Луису у Мисурију. Током 2010. године представљена је у мини серији Funemployed као Џуди. Њена песма Heart and Mind коришћена је у немачкој ТВ серији Anna und die Liebe. Дана 3. новембра 2011. Гранис је објавила видео за сингл In Your Arms, који има преко 13 милиона прегледа.
У априлу 2011. године, Гранис је покренула своју прву светску турнеју. Наступала је у источним регионима Канаде и источним и јужним регионима Сједињених Држава. Наставила је у мају кроз северозападни регион Северне Америке који је укључивао стајалишта у Ванкуверу, Британској Колумбији и Лос Анђелесу. Концерти у Европи и југоисточној Азији уследили су у јесен 2011. године. Крајем 2011. и током 2012. године Гранис је имала турнеју под називом In Your Arms у Европи, Азији (Индонезија, Сингапур, Филипини, Малезија, Хонг Конг), Аустралији и Северној Америци. У марту 2013. године Гранис је одржала предавање под називом „Проналажење заједнице путем интернета“.
Дана 6. маја 2014. године објавила је албум Elements који је продуцирао Мет Хејлс. Почев од новембра 2013. године, Гранис се припремала за предстојећи албум Kina Mondays, који је обећавао недељни видео преко њеног Јутјуб канала. Скоро шест месеци касније наставила је да испуњава то обећање и објавила видео за сингл The Fire. Следеће недеље објављена је још једна нумера под називом My Own, коју је снимила са сестрама. Албум је дебитовао на четрдесет и осмом месту листе Билборд 200, четвртом месту листе Билборд Американа/Фолк и седмом месту листе Билборд независних албума. На дан издања Elements је био на другом месту Ајтјунс листе песама и на првом месту листе Ајтјунс Канада.
Након објављивања албума, певачица је најавила својим обожаваоцима да ће објављивање албума Elements прославити турнејама широм Северне Америке, а започела је концертом у Холивуду, 6. маја, на дан када је албум објављен. Одатле је наступала у Сан Франциску, Њујорку, Бруклину, Бостону, Торонту и Чикагу. Крајем 2014. и токком 2015. године, Гранис је покренула турнеју по Европи и Северној Америци. Кренула је на турнеју по југоисточној Азији, али је успела да пева на само два места, пре него што су индонежанске власти задржале њу и њен бенд због погрешне врсте виза. Гранис и њен састав су депортовани из земље након три месеца.
Патерон, веб-сајт који је креирао Џек Конте како би уметницима обезбедио средства за живот, добио је подршку од Гранис. У априлу 2017. године Гранис је отворила издавачку кућу у потпуности састављену од њених покровитеља и започела стварање албума у потпуности финансираног од њених присталица. По савету ових присталица, издавачка кућа је названа КГ рекордс. Граннис је почео да снима, продуцира и објављује песме са предстојећег албума током 2017. године. Њено прво велико издање под сопстеном издавачком кућом био је албум In The Waiting, 29. јуна 2018. године.
Гранис је имала неколико улога у краткометражним филмовима Вонг фу продукције, укључујући The Last, као и серијала Funemployed и Single by 30. Такође се појавила у видео записима других звезда са Јутјуба. Један од бендова са којима је Гранис наступала у Јутјуб видео записима био је Boyce Avenue. Зајендо су снимили обраде многих песама. Такође је сарађивала са Рајаном Хигом, Дејвидом Чојом и Џеси Епстејн у стварању комичне песме и музичког спота названог Millennial Love.

### Стуидјски албуми
| Назив                           | Детаљи | Песме |
| ------------------------------- | --- | --- |
| Sincerely, Me.                  | - Датум објављивања: 12. јануар 2006. - Формат: компакт диск, дигитално преузимање                           | Листа песама 1. "Blindly" 2. "Highlighted in Green" 3. "Next Time" 4. "Try" 5. "Another Day" 6. "People" |
| One More in the Attic           | - Датум објављивања:: 23. август 2006. - Формат: компакт диск, дигитално преузимање                          | Листа песама 1. "Living in Dreams" 2. "Why Can't I?" 3. "Never Never" 4. "Some Days" 5. "What Is Said" 6. "In Theory" 7. "Wandering and Wondering" 8. "Running Away" 9. "Missing You" 10. "Alone Together" (CD Bonus Track) |
| In Memory of the Singing Bridge | - Датум објављивања: 24. август 2006. - Формат: компакт диск, дигитално преузимање                           | Листа песама 1. "Walk On" 2. "Down and Gone (The Blue Song)" 3. "Too Soon" 4. "Breathe Honestly" 5. "Don't Cry" 6. "Night" 7. "Memory" 8. "Untitled" |
| Stairwells                      | - Датум објављивања: 23. фебруар 2010. - Формат: компакт диск, дигитално преузимање                          | Листа песама 1. "In Your Arms" 2. "Valentine" 3. "Strong Enough" 4. "Together" 5. "The Goldfish Song" 6. "Heart and Mind" 7. "Cambridge" 8. "Stars Falling Down" 9. "Delicate" 10. "Message from Your Heart" 11. "Stay Just a Little" 12. "Back to Us" 13. "Mr. Sun" |
| Stairwells (реиздање)           | - Датум објављивања: 5 April 2011 - Формат: компакт диск, дигитално преузимање                               | Листа песама 1. "World in Front of Me" 2. "Message from Your Heart" 3. "Gone" 4. "Valentine" 5. "In Your Arms" 6. "It's Love" 7. "The One You Say Goodnight To" 8. "Stars Falling Down" 9. "Heart and Mind" 10. "Without Me" 11. "Delicate" 12. "The Goldfish Song" 13. "Mr. Sun" |
| Stairwells (реиздање)           | Stairwells (делукс верзија) - Датум објављивања: 5. април 2011. - Формат: компакт диск, дигитално преузимање | Листа песама 1. "World in Front of Me" 2. "Message from Your Heart" 3. "Gone" 4. "Valentine" 5. "In Your Arms" 6. "It's Love" 7. "The One You Say Goodnight To" 8. "Stars Falling Down" 9. "Heart and Mind" 10. "Without Me" 11. "Delicate" 12. "The Goldfish Song" 13. "Mr. Sun" 14. "Together" 15. "Strong Enough" 16. "Cambridge" 17. "Stay Just a Little" 18. "Back to Us" 19. "The Sound of Silence" (Simon & Garfunkel cover) 20. "Disturbia" (Rihanna cover) 21. "White Winter Hymnal" (Fleet Foxes cover) |
| Elements                        | - Датум објављивања: 6. мај 2014. - Формат: компакт диск, дигитално преузимање                               | Листа песама 1. "Dear River" 2. "The Fire" 3. "My Dear" 4. "Winter" 5. "Oh Father" 6. "Little Worrier" 7. "Throw It Away" 8. "Forever Blue" 9. "Mary Anne" 10. "Write It in the Sky" 11. "My Own" 12. "This Far" |
| Elements                        | Elements (делукс верзија) - Датум објављивања: 6. мај 2014. - Формат: компакт диск, дигитално преузимање     | Листа песама 1. "Dear River 2. "The Fire 3. "My Dear 4. "Winter 5. "Oh Father 6. "Little Worrier 7. "Throw It Away 8. "Forever Blue 9. "Mary Anne 10. "Write It in the Sky 11. "My Own 12. "This Far 13. "Sorry 14. "Home 15. Elements Extended Trailer - Elements (делукс верзија) |
| In the Waiting                  | - Датум објављивања: 29. јун 2018. - Формат: компакт диск, дигитално преузимање                              | Листа песама 1. When Will I Learn 2. History 3. In the Waiting 4. Birdsong 5. California 6. For Now 7. Lonesome 8. Beth 9. Souvenirs 10. All Along |

## Награде и номинације
| Година | Награда                                                          | Номиновани рад          | Резултат |
| ------ | ---------------------------------------------------------------- | ----------------------- | -------- |
| 2008.  | Супербоул                                                        | Message from Your Heart | Освојено |
| 2010.  | Сиријус текстописац године                                       | саму себе               | Освојено |
| 2011.  | МТВ награда за најбољег зметника                                 | саму себе               | Освојено |
| 2012.  | Канал 1 - најбољи уметник Архивирано на веб-сајту (20. мај 2013) | саму себе               | Освојено |
| 2012.  | МВПА награда за најбоље анимирани видео                          | In Your Arms            | Освојено |
| 2012.  | МВПА награда за најбоље специјалне ефекте                        | In Your Arms            | Освојено |